# Tadeusz Piotr Prociak
Tadeusz Piotr Prociak (ur. 1965) – polski artysta fotograf, projektant graficzny, podróżnik. Autor albumów, wydawnictw książkowych, autor tekstów o fotografii. Członek rzeczywisty Okręgu Dolnośląskiego Związku Polskich Artystów Fotografików.

## Życiorys
Tadeusz Piotr Prociak jest instruktorem fotografii (1985) oraz absolwentem Wyższego Studium Fotografii w Warszawie (1993). Związany z dolnośląskim środowiskiem fotograficznym – mieszka, pracuje, tworzy w Lubawce, gdzie od 1991 prowadzi własną Agencję Fotograficzną PRO-FOT. Miejsce szczególne w jego twórczości zajmuje fotografia aktu, fotografia architektury, fotografia dokumentalna, fotografia krajobrazowa, fotografia kreacyjna, fotografia podróżnicza, fotografia portretowa oraz fotografia przemysłowa.
W 1992 był współorganizatorem (wspólnie z Krzysztofem Jureckim) sympozjum naukowego Fotografia i totalitaryzm. W latach 2006–2012 był członkiem zespołu redakcyjnego miesięcznika Fotografia & aparaty cyfrowe, w którym redagował kilka działów autorskich. Jest autorem serii wykładów w Wyższym Studium Fotografii w Jeleniej Górze oraz Jeleniogórskiej Wszechnicy Fotograficznej. Od 2008 jest kuratorem cyklicznych Weekendowych Spotkań z Fotografią. Od 2003 do 2013 był inicjatorem akcji artystycznej Czas Kamienia. Tadeusz Piotr Prociak jest autorem oraz współautorem wielu wystaw fotograficznych; indywidualnych i zbiorowych, prezentowanych w Polsce i za granicą. W 2021 został przyjęty w poczet członków rzeczywistych Okręgu Dolnośląskiego Związku Polskich Artystów Fotografików (legitymacja nr 1287).

## Wydawnictwa albumowe
- Dotyk lustra
- Obrazy malowane światłem
- Krajobrazy magiczne
- Strzegomskie impresje
- Krzeszowskie Sanktuarium
- Kamiennogórzan tu i teraz
- Ziemia kamiennogórska
- Czas kamienia

Źródło

## Cykle fotograficzne
- Portrety
- Muśnięcia
- Tożsamości anonimowe

Źródło